# Amtmann-Reinecke-Denkmal

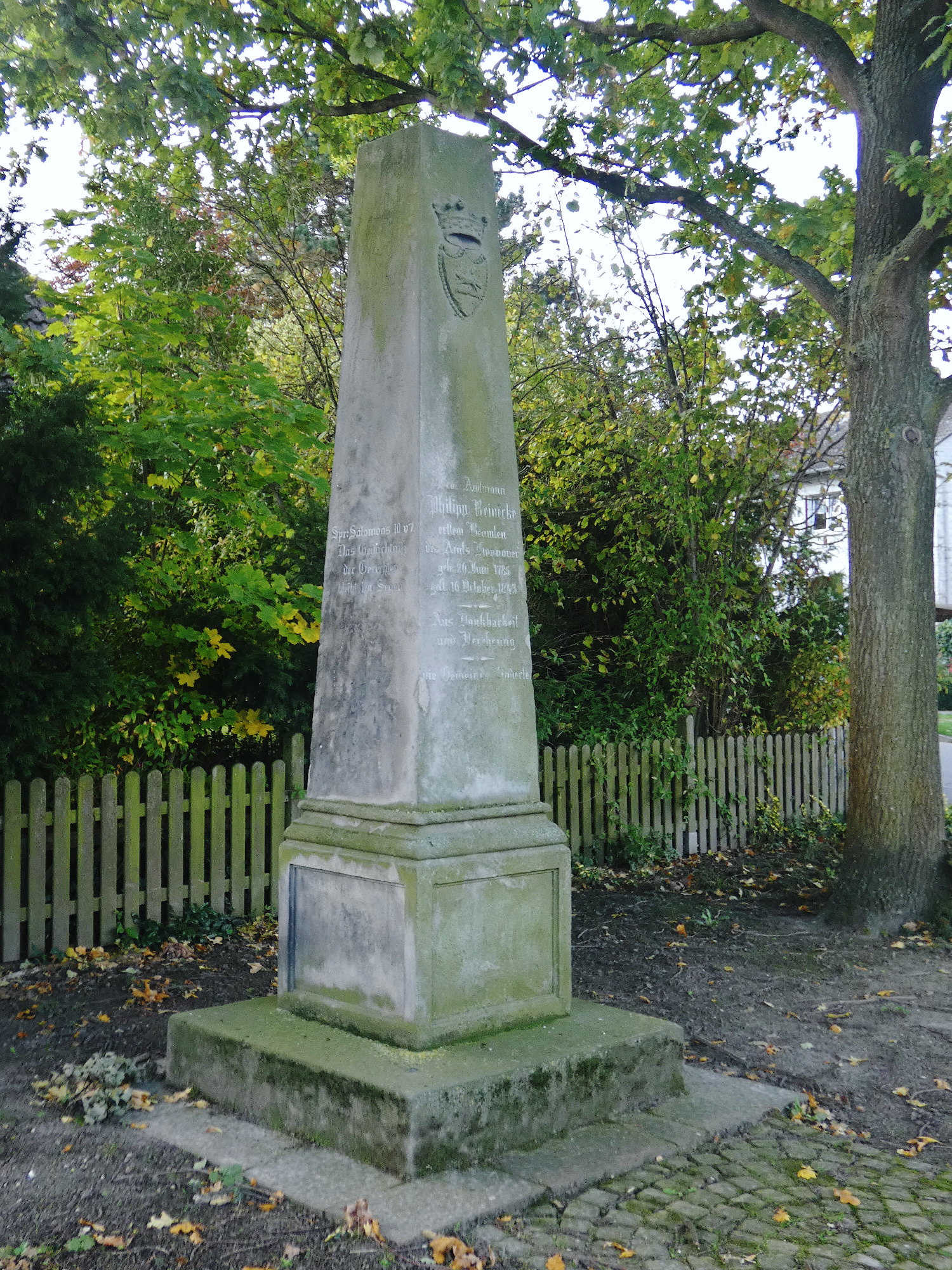
Das Amtmann-Reinecke-Denkmal

Das Amtmann-Reinecke-Denkmal ist ein denkmalgeschützter Gedenkstein in Linderte, einem Stadtteil von Ronnenberg in der Region Hannover in Niedersachsen.
Der Beamte und Grundbesitzer Philipp Reinecke hatte für die Verbesserung der Lebensbedingungen der Linderter Bauern gesorgt.

## Geschichte

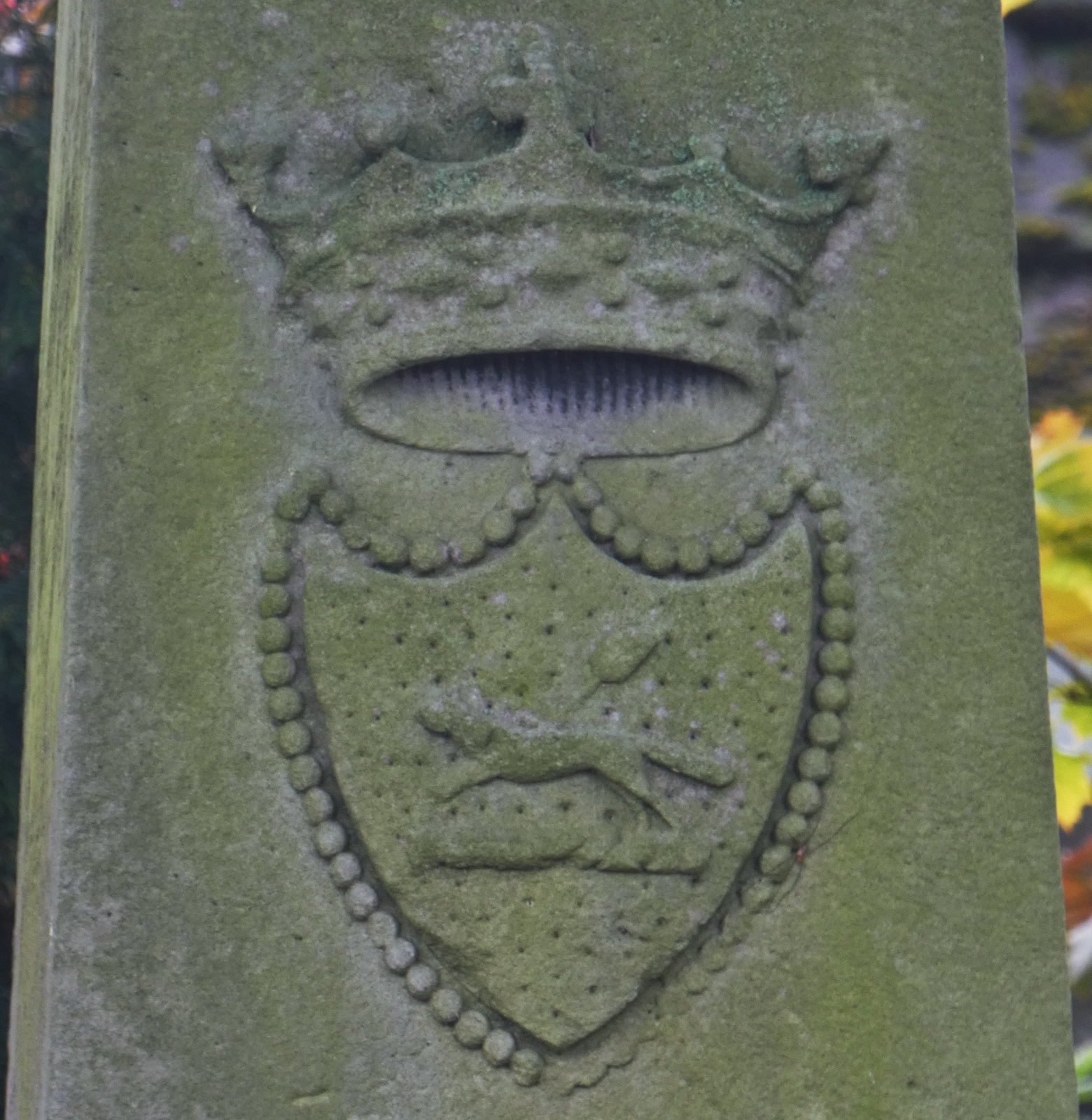
Reineckes Wappen am Obelisken

Philipp Reinecke war von 1834 bis 1843 der Amtmann des erst 1824 gebildeten Amtes Hannover im Königreich Hannover.
Während seiner Amtszeit verkaufte er im Jahr 1837 einen ihm gehörenden Freihof in Linderte an die Gemeinde Linderte und ließ auch die Kanzleisässigkeit dieses Hofes aufheben.
Reinecke sorgte dafür, dass die Ländereien auf alle Hofstellen in Linderte und Vörie aufgeteilt wurden. Diese für die damalige Zeit unübliche Vorgehensweise verbesserte die Lebensverhältnisse auf den so vergrößerten Höfen.

## Beschreibung

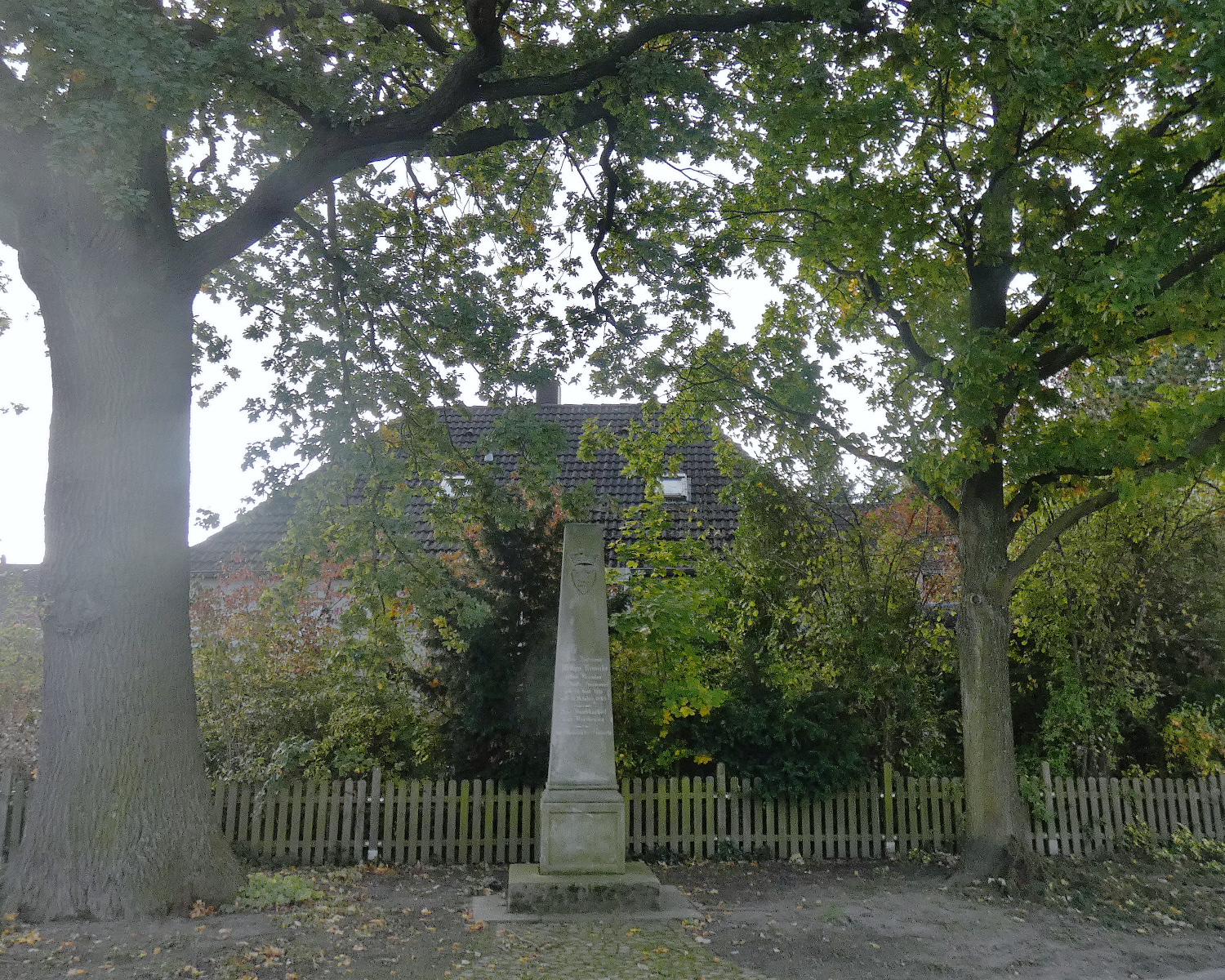
Das Denkmal mit den Eichen

Der 1850 für Reinecke aufgestellte Gedenkstein ist ein Obelisk aus Wealdensandstein. Als Teil der Denkmalsanlage wurden im gleichen Jahr zwei Stiel-Eichen gepflanzt.
Die linke Eiche, östlich des Obelisken, war im Jahr 2000 zusätzlich noch als Naturdenkmal ausgewiesen. Seit dem Jahr 2001 wird sie in den aktualisierten Verzeichnissen nicht mehr geführt. Rechts, beziehungsweise westlich des Obelisken, steht eine wesentlich jüngere Eiche.
Zwischen den Standort des Gedenksteins an der Ecke Denkmalsweg und Am Denkmal und dem alten Ortskern von Linderte entstand in den 1960er Jahren ein Neubaugebiet.
Die Vorderseite des Obelisken zeigt Reineckes sprechendes Wappen.
Unter einer Helmkrone ist ein Wappenschild in Schweizer Form. Im gold tingierten Feld ein nach heraldisch rechts springender Fuchs.
Die Inschrift unter dem Wappen lautet

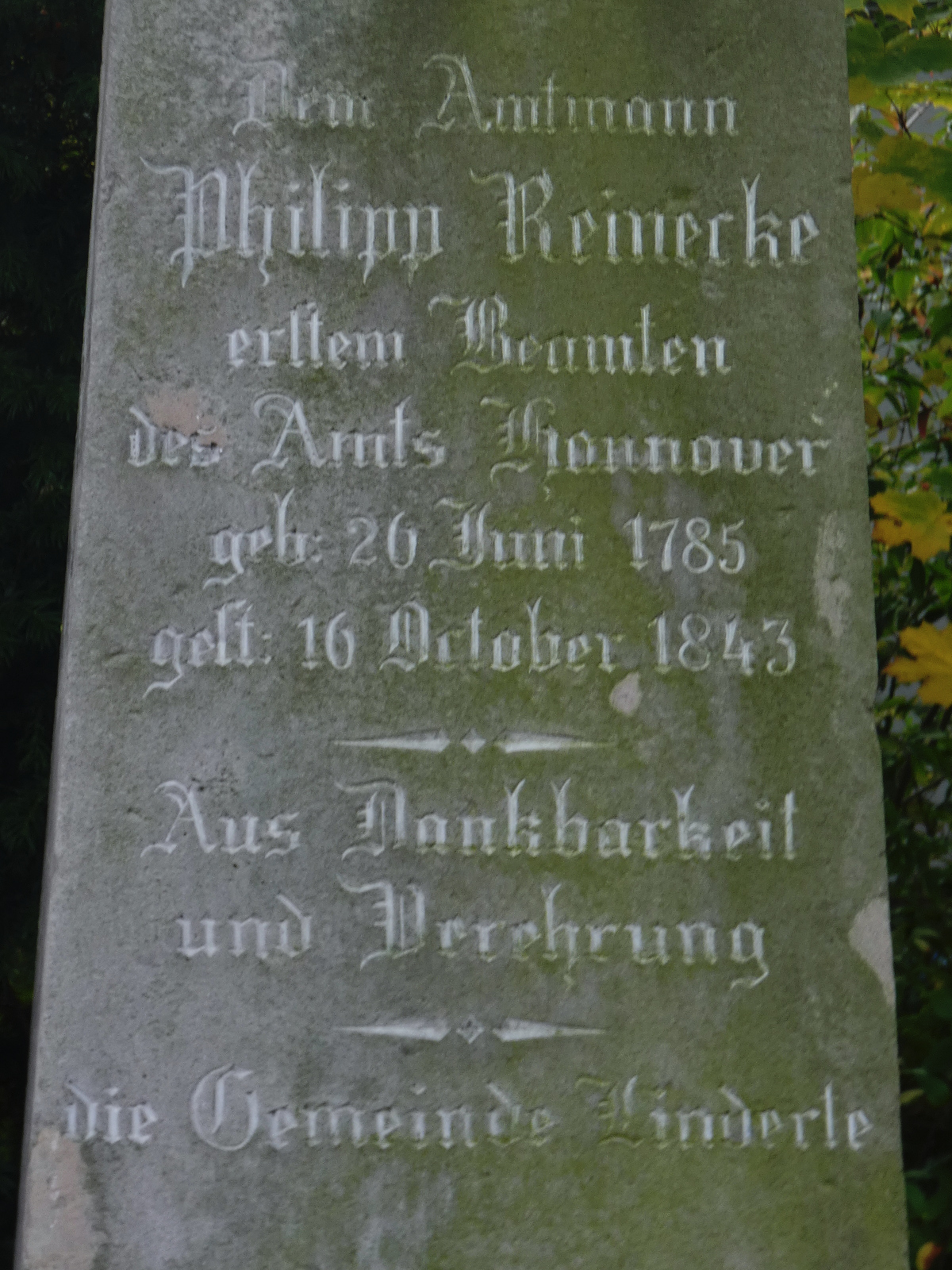
Inschrift an der Vorderseite des Obelisken

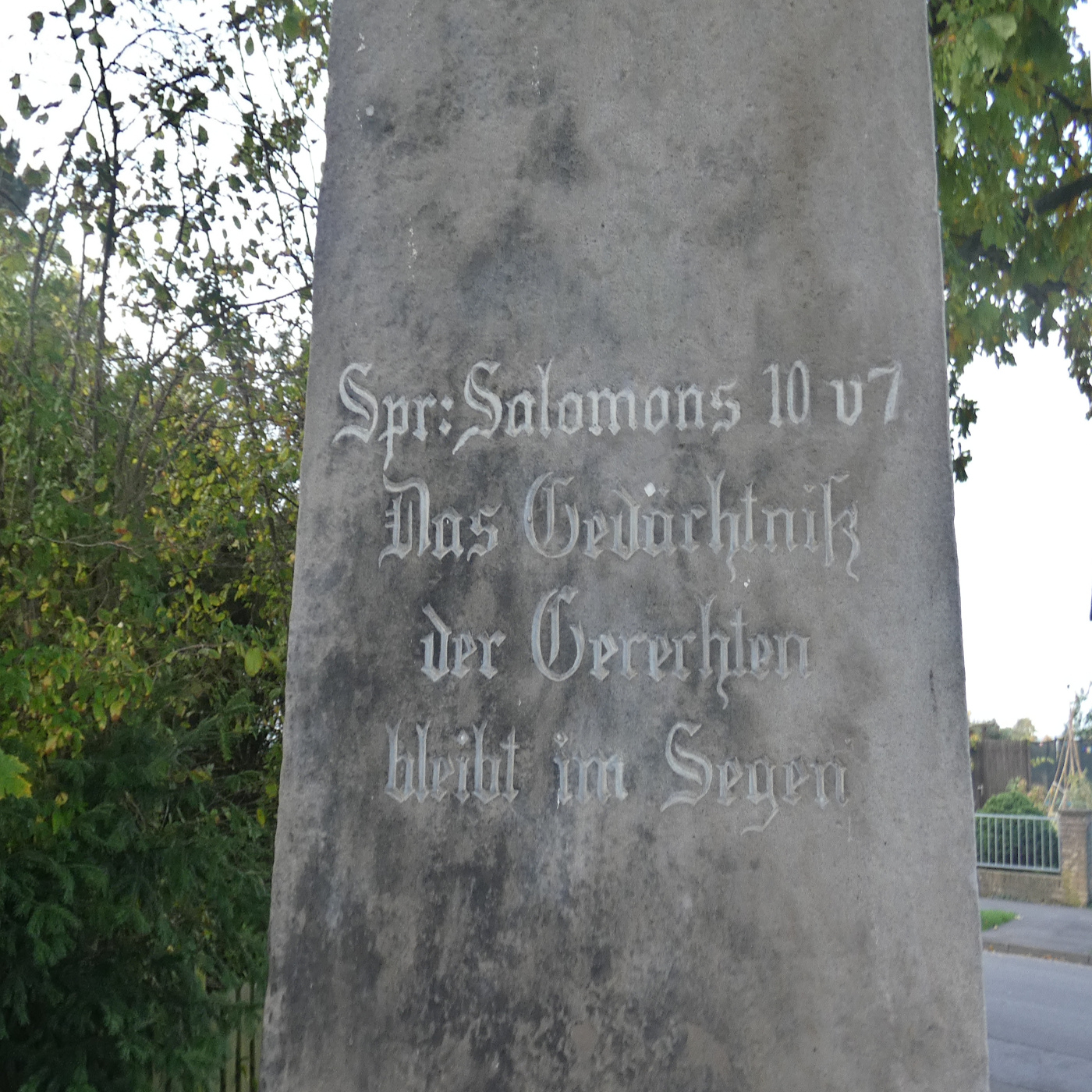
Inschrift an der linken Seite des Obelisken

An der linken Seite des Obelisken steht